# Лінійні кораблі типу «Імператриця Марія» (1910)
Ліні́йні кораблі́ ти́пу «Імператри́ця Марі́я» — серія російських лінійних кораблів, спроєктованих у 1910—1911 роках на основі лінкорів типу «Севастополь», що призначалися для обстрілу турецьких укріплень і забезпечення висадки десанту на Босфорі в майбутній війні на Чорному морі. Протягом 1911—1917 років було збудовано три кораблі цього типу. Четвертий, «Імператор Микола I», був закладений у 1914 році за доопрацьованим проєктом, що вирізнявся посиленим бронюванням, але його будівництво не було завершене через Жовтневий переворот.
Чорноморські лінкори дредноутного типу, аналогічні балтійським за принциповою схемою і водотоннажністю, поступалися їм за потужністю силової установки і швидкістю ходу, але перевершували за потужністю протимінної артилерії і ступенем бронезахищеності. У зв'язку з рішенням обладнати як флагманський корабель «Імператрицю Марію», всі кораблі серії розпорядженням морського міністра І. К. Григоровича було наказано називати кораблями типу «Імператриця Марія» незалежно від того, який корабель першим спустять на воду.
«Імператриця Марія» затонула 7 жовтня 1916 року через вибух льохів за нез'ясованих обставин. «Імператриця Катерина Велика» була затоплена в Новоросійську 18 червня 1918 року, аби не допустити її потрапляння до німецького флоту, а «Імператор Олександр III» неодноразово переходив із рук у руки, у підсумку потрапивши до рук Добровольчої армії та пішовши у складі російської ескадри у 1920 році в Бізерту, де його у 1924 році формально передали СРСР, а згодом пустили на злам.